# Уніформізм
Уніформізм (лат. uniformis — «одноманітний») — історична геологічна гіпотеза, згідно з якою в геологічному минулому діяли ті ж сили й з тією ж інтенсивністю, що і в сучасну епоху, тому знання сучасних геологічних явищ можна без поправок поширювати на тлумачення геологічного минулого будь-якої давності. Звідси походила теза про одноманітність системи земних змін протягом усіх геологічних періодів. Пізніше уніформізм критикували, критика особливо посилилася після появи роботи Чарльза Дарвіна «Походження видів» (1859). У XX столітті було встановлено, що історія зовнішніх оболонок Землі (атмосфери, гідросфери, біосфери, літосфери) має риси незворотного розвитку. Був прийнятий принцип еволюційного розвитку Землі. На противагу У. в сучасній геології використовується метод актуалізму.

## Становлення гіпотези
Наприкінці XIX — початку XX століть сталося відкриття факту величезної давнини нашої планети. Піонером у цих дослідженнях став шотландський вчений Джеймс Гаттон (англ. James Hutton). Він показав, що у формуванні Землі брали участь багато процесів — ерозія (руйнування гірських порід і ґрунту під впливом вітру і води), осадонакопичення (відкладення осадових порід) і підняття (процес утворення гір). Гаттон стверджував у своїй праці «Теорія Землі», що нинішній вигляд нашої планети можна пояснити впливом цих процесів протягом тривалого періоду. У часи, коли майже всі вважали, що минуле планети пояснюється її божественним створінням і такими подіями, як Всесвітній потоп, ця ідея була революційною. Навколо неї швидко зібралися прихильники, а Гаттон і його послідовники знаходили все нові й нові докази на її підтвердження. Таким чином, Гаттон першим сформулював відомий нам принцип уніформізма.
Ідеї Гаттона влилися в ясну теорію Чарльза Лайеля (англ. Charles Lyell). Під девізом «Справжнє — ключ до пізнання минулого» він у своїй праці «Принципи геології» (1830) проголосив основну ідею уніформізму:
- Земля сформувалася під впливом постійних геологічних факторів, що діють і в сучасну епоху.

Для прикладу Лайель виміряв на Сицилії товщину виливу лави, щоб показати, що гора Етна могла сформуватися навіть лише в результаті накопичення лави. Він також виміряв ерозію, викликану Ніагарським водоспадом, і оголосив, що географічне місце водоспаду можна пояснити поступовим руйнуванням гірських порід під впливом річки Ніагари.
Вчення Лайєля лягло в основу всіх наук про Землю, спростовуючи панівну на той час теорію катастроф, відповідно до якої Земля утворилася в результаті поодиноких катастрофічних подій на зразок Всесвітнього потопу. Уніформізм з часом розширився до кордонів вчення під назвою «градуалізм», в якому вважається, що процеси минулого не тільки продовжуються в сучасному, але й протікають з тією ж швидкістю. Пристрасть до градуалізму серед європейських вчених було такою великою, що коли з'явилися свідчення існування в минулому одиничних катастроф, це було сприйнято з абсолютно невиправданим ворожим скептицизмом. Наприклад, гіпотеза Альвареса, згідно з якою масове вимирання динозаврів було викликано зіткненням Землі з астероїдом, насилу знаходила визнання через це упередження. Насправді ж поодинокі події, як, наприклад, зіткнення з астероїдом, не суперечать уніформізму — це лише ще одне природне явище.
Тепер виявилось, що Всесвітній потоп — насправді міг мати історичне підґрунтя, як розлив океанічних басейнів після останнього льодовикового періоду.